# علوم سم‌شناسی
علوم سم‌شناسی  (به انگلیسی: Toxicological Sciences) یک مجله علمی ماهانه با داوری همتا است که تمام جنبه‌های تحقیقات سم‌شناسی را پوشش می‌دهد. این توسط انتشارات دانشگاه آکسفورد به نمایندگی از انجمن سم‌شناسی منتشر شده‌است. در سال ۱۹۸۱ به عنوان سم‌شناسی بنیادی و کاربردی تأسیس شد و نام فعلی خود را در سال ۱۹۹۸ به دست آورد. سردبیر فعلی جفری ام. پیترز، استاد سم‌شناسی مولکولی و سرطان زایی در دانشگاه ایالتی پنسیلوانیا، و سردبیر ویرجینیا اف. هاوکینز است. هیئت تحریریه همچنین شامل ویراستاران وابسته در زمینه‌های موضوعی و هیئت تحریریه از کارشناسان موضوع است. در حالی که مخفف ISO 4 آن Toxicol است. علمی معمولاً به آن ToxSci می‌گویند.

## چکیده و نمایه سازی
چکیده و نمایه این مجله در چکیده‌های زیست‌شناختی، بایوسیس، سی‌ای‌بی اینترنشنال، خدمات چکیده‌های شیمی، جریان محتوا، ایی‌ام‌بیس، چکیده علوم بهداشت و ایمنی، نمایه استنادی علوم، و چکیده سم‌شناسی می‌باشد.
بر اساس گزارش‌های استنادی مجله، این مجله دارای ضریب تأثیر ۴٫۰۸۱ در سال ۲۰۱۶ است که از میان ۹۲ مجله در رده «سم‌شناسی» در رتبه یازدهم قرار دارد.